# Гідромоніторний ефект
Гідромоніторний ефект (рос.гидромониторный эффект; англ. hydromonitor effect; hydraulic giant effect; нім. Wassermonitoreneffekt m) – ефект, що виникає під дією контактного тиску струменя рідини, що витікає із насадки з великою швидкістю, наприклад, в гірські породи, на вибої свердловини. 
У результаті руйнуються породи, що разом з механічними руйнуваннями поліпшує техніко-економічні показники процесу.